# 北里弗 (密蘇里州)
北里弗（英語：North River）是位於美國密蘇里州馬里昂縣的非建制地區。

## 歷史
北里弗的郵局於1870年設立，其後於1887年停運。

## 地理
北里弗所處的海拔為高於海平面148米（即486英呎），而該地所採用的時區為UTC-6，即北美中部時區（CST）。同時該地設有夏令時間，為UTC-6調快一小時，即UTC-5（CDT）。